# Tricholoma gausapatum
Tricholoma gausapatum (Elias Magnus Fries, 1821 ex  Lucien Quélet., 1872)  din încrengătura Basidiomycota, în familia Tricholomataceae și de genul Tricholoma este o specie de ciuperci comestibile care coabitează, fiind un simbiont micoriza, formând prin urmare micorize pe rădăcinile arborilor. O denumire populară nu este cunoscută. Acest burete rar, dar, acolo unde apară, adesea în grupuri mari, trăiește în România, Basarabia și Bucovina de Nord cu predilecție pe sol ierbos în păduri de conifere preponderent sub pini, în cele mixte și de foioase, fiind găsit de la câmpie la munte. Timpul apariției este din (august) septembrie până în noiembrie (decembrie).

## Taxonomie

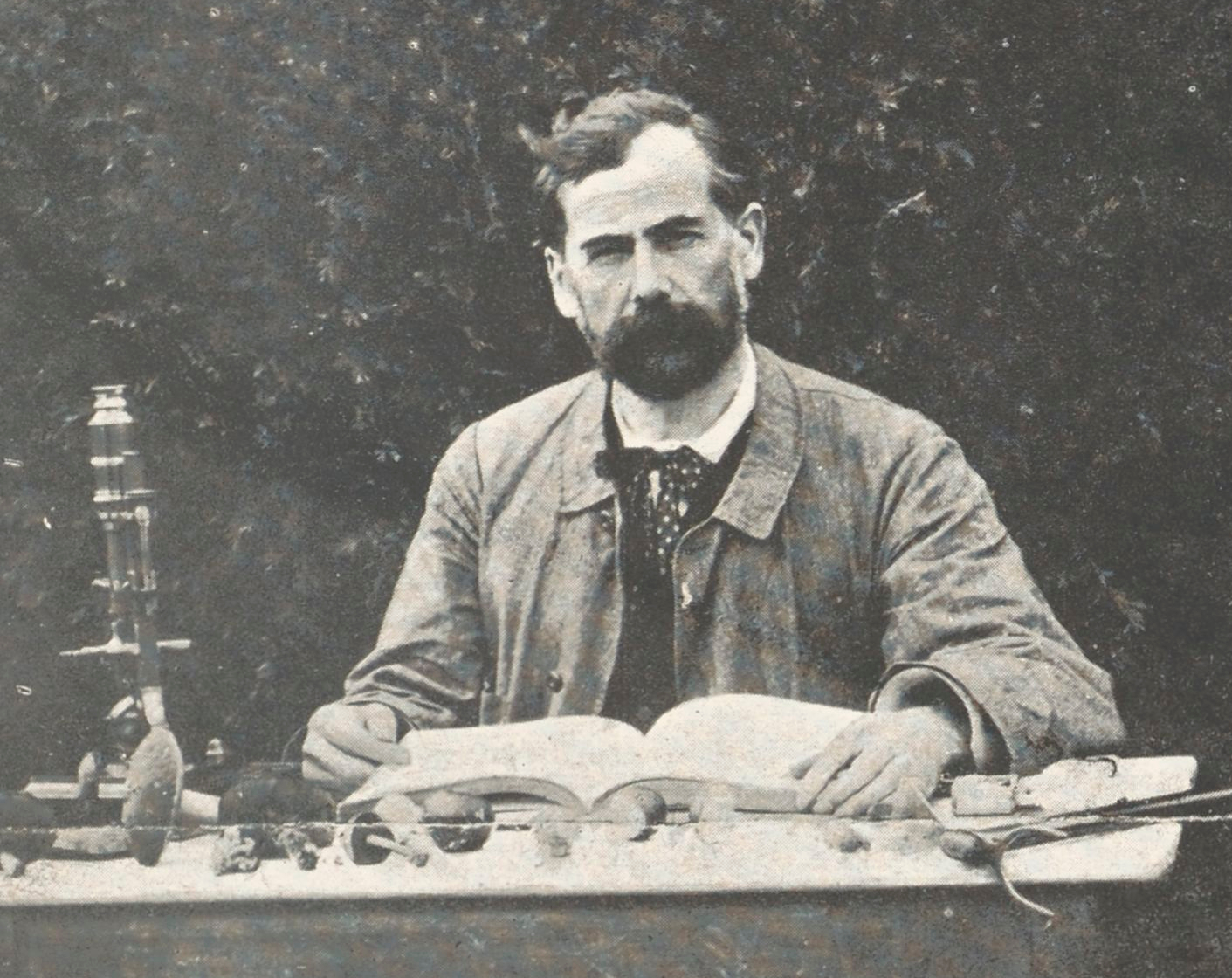
Lucien Quélet

Numele binomial Agaricus gausapatum  a fost determinat de renumitul savant suedez Elias Magnus Fries în volumul 1 al trilogiei sale Systema Mycologicum din anul 1821.
Apoi, în 1872, cunoscutul micolog francez Lucien Quélet a transferat specia corect la genul Tricholoma sub păstrarea epitetului, de verificat în volumul 5 al Mémoires de la Société d'Émulation de Montbéliard, fiind numele curent valabil (2021).
Toate celelalte încercări de redenumire precum variațiile descrise (vezi infocaseta) sunt acceptate sinonim.
Epitetul specific se trage din cuvântul latin (latină gausapatus=flocos, lățos), datorită aspectului pălăriei.

## Descriere

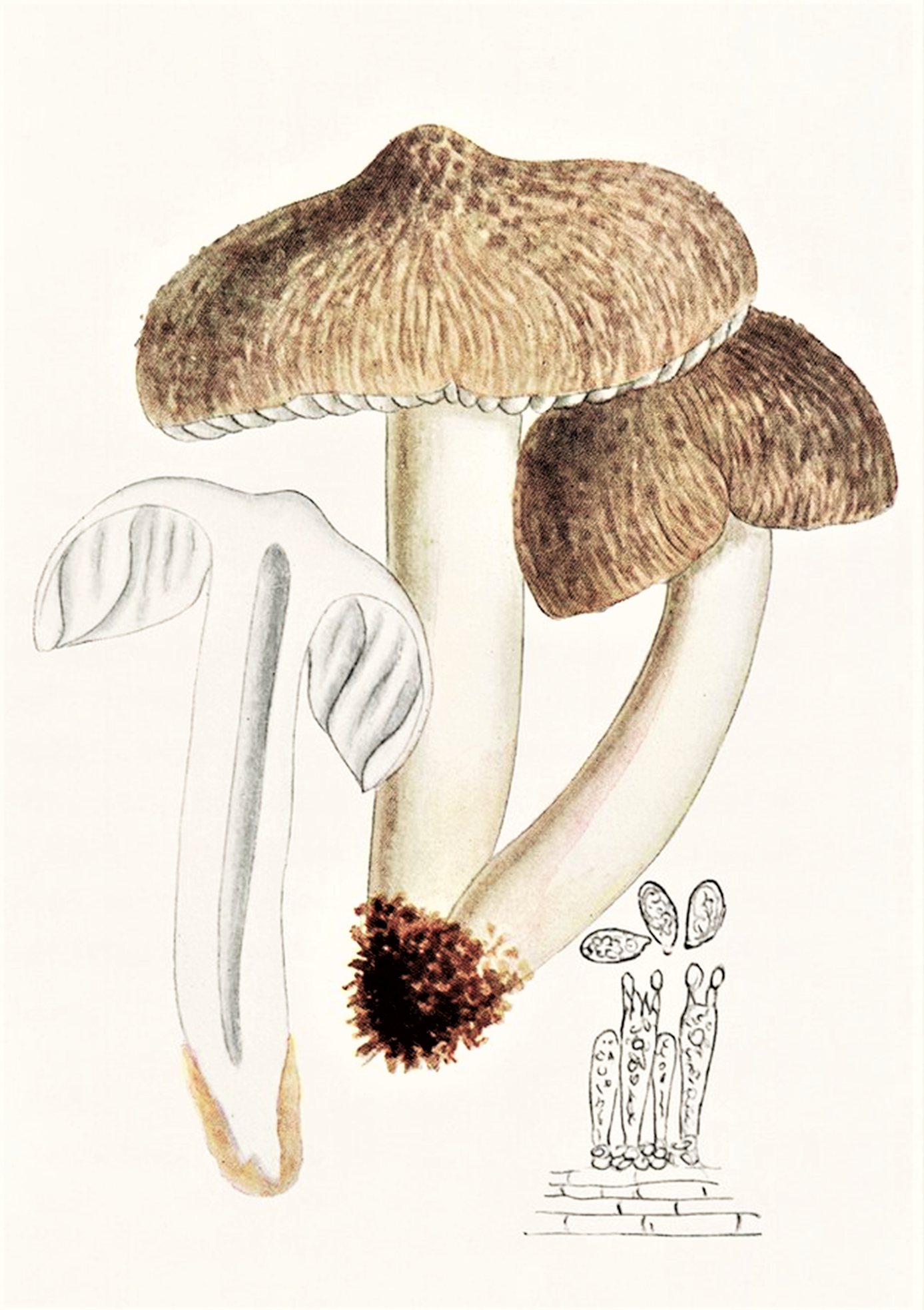
Bres.: Tricholoma gausapatum

- Pălăria: are un diametru de 4-9 (12) cm, este destul de cărnoasă, tânără aproape emisferică, învelită de un văl parțial alb cu marginea albicios-lânoasă răsucită spre interior, apoi convexă cu o cocoașă obtuză mare sau în formă de vezică și în cele din urmă aproape aplatizată. Cuticulă uscată, ușor separabilă, este inițial pruinoasă (brumărie), dar repede păroasă cu aspect nu rar ceva lânos, perii fiind niște excrescențe cu dispoziție radială. Coloritul este la început gri-albicios, apoi neuniform gri-cenușiu, brun-cenușiu până la închis gri de ardezie, centrul fiind ocazional mai întunecos.
- Lamelele: inegale, ocazional bifurcate, destul de subțiri și dense, sunt strâns dințat aderate și cu avansarea în vârstă din ce în ce mai bombate spre picior (numit: șanț de castel), muchiile fertile netede devenind odată cu vârsta zimțate. Coloritul inițial albicios sau alb murdar, devine repede gri-albicios până gri-cenușiu nu rar cu un licăr slab de roz.
- Piciorul: destul de scurt, neted, robust și fibros, cu rămășițe de văl de 1-1,5 cm evidente doar la exemplarele tinere, are o lungime de 4 la 7 cm și un diametru de 1,2 până la 1,5 (2) cm, este cilindric cu baza adesea conică, plin, dar la bătrânețe tubular gol. Coloritul este complet alb. Nu prezintă un inel.
- Carnea: ce nu se decolorează după tăiere este albicioasă, fermă, ceva mai fibroasă în tulpină, mirosul fiind imperceptibil, iar gustul blând și plăcut.[3][4]
- Caracteristici microscopice: prezintă spori netezi, elipsoidali, cu un apicul evident, hialini (translucizi), neamilozi (nu se decolorează cu reactivi de iod) și granulați pe dinăuntru, având o mărime de 7-9 x 4-4,5 microni. Pulberea lor este albă. Basidiile clavate, fără cleme cu 2- 4 sterigme fiecare măsoară 35-40 x 6-8 microni. Cistidele (elemente sterile situate în stratul himenal sau printre celulele din pielița pălăriei și a piciorului, probabil cu rol de excreție) în formă de măciucă sunt mai scurte. Pileocistidele (elemente sterile de pe suprafața pălăriei) de 50-70 (90) x 5-16 microni sunt compuse din hife lungi, septate, bulbos-cilindrice, uneori cu o tranziție spre trichoderm. Stratul dedesubt bine diferențiat constă din elemente alungite și puternic umflate, în straturi de 2 (3) x 5 (7) µm grosime, cu o dimensiune de 10-35 x 8-28 microni. Pigmenții bruni sunt legați de membrană sau încrustați. Caulocistidele (cistide situate la suprafața piciorului) lipsesc adesea sau sunt rare și izolate, fiind atunci cilindrice până aproape clavate, de formă iregulară, hialine și cu pereți subțiri, măsurând 10-42 x 2,5-6 microni.[8][9]
- Reacții chimice: nu sunt cunoscute.[10]

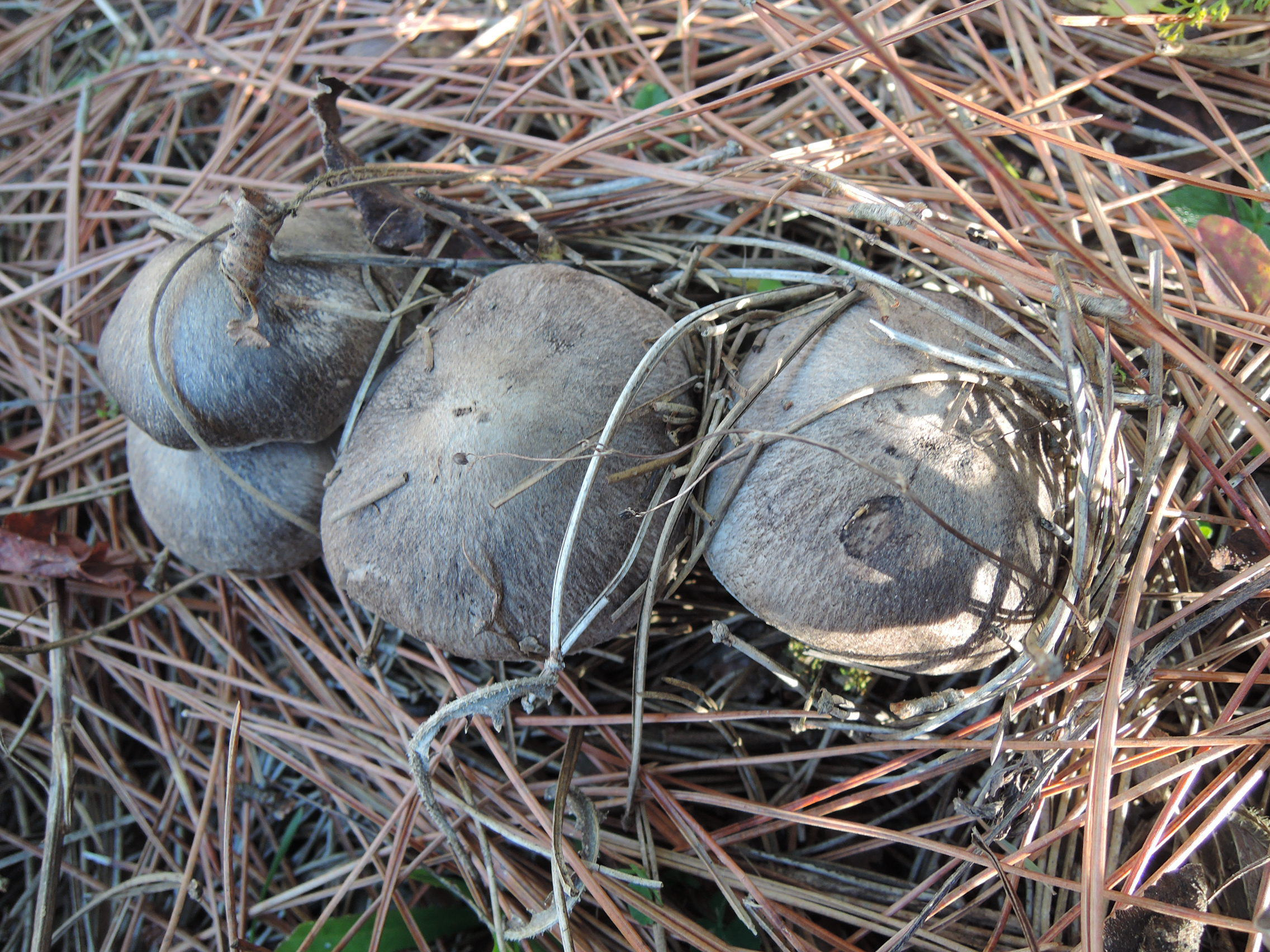
T. gausapatum mai tinere: pălării
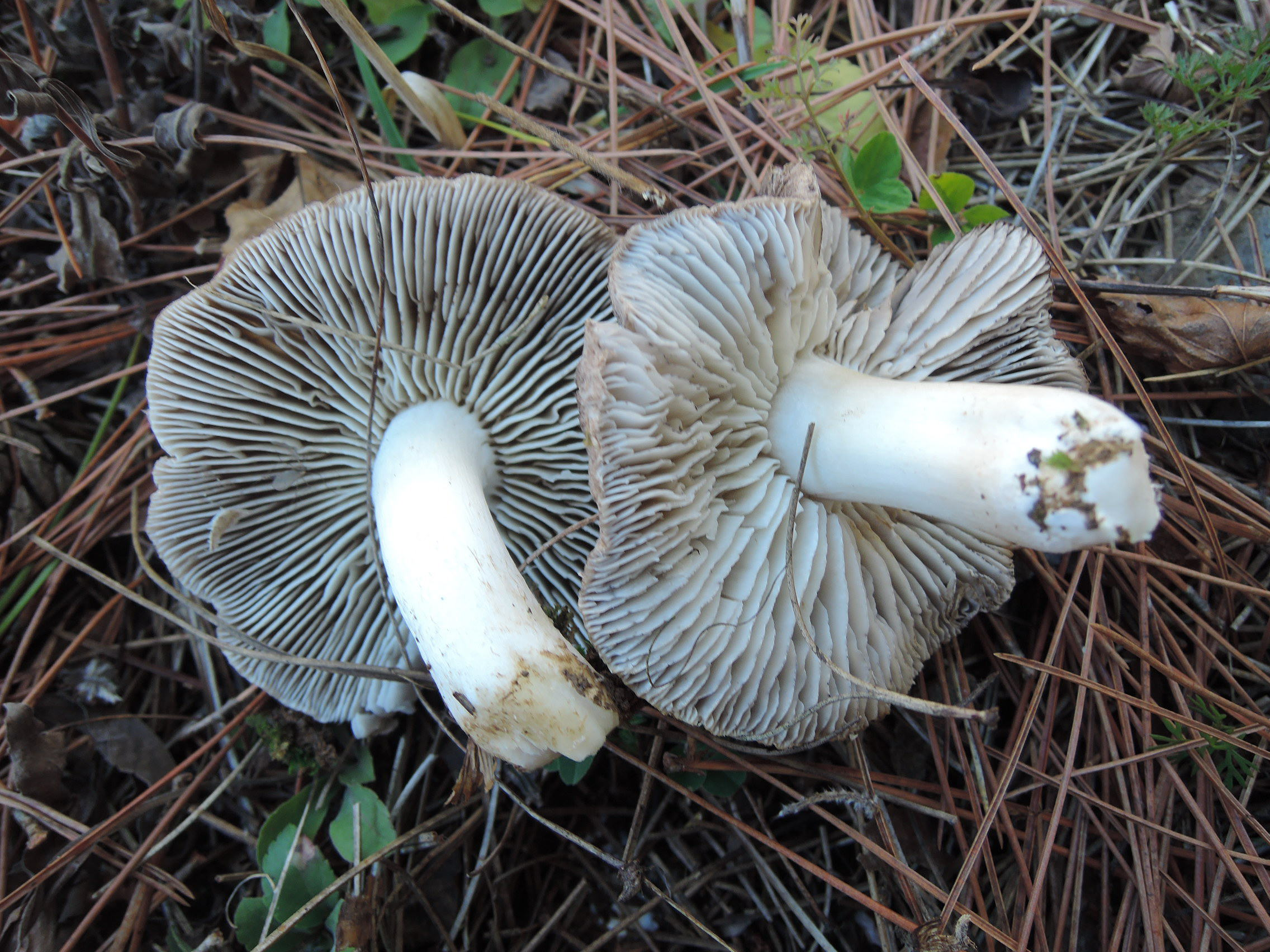
T. gausapatum mai bătrâne: lamele și picior

## Confuzii
Acest burete poate fi confundat ușor în primul rând cu alte specii ale genului, ca de exemplu Tricholoma atrosquamosum sin. Tricholoma squarrulosum (comestibil, trăiește în păduri de foioase preferat sub fagi dar și în cele de rășinoase, miros de piper negru, gust făinos), Tricholoma bresadolanum (necomestibil, gust amar, trăiește numai în păduri de foioase sub fagi, foarte rar), Tricholoma cingulatum (comestibil), Tricholoma orirubens (comestibil, trăiește numai în păduri de foioase preferat sub fagi și stejari), Tricholoma pardinum sin. Tricholoma tigrinum (otrăvitor), Tricholoma portentosum (comestibil, savuros, se dezvoltă preponderent sub molizi și pini, respectiv sub plopi tremurători și mesteceni, miros de pepeni, castraveți, ușor de faină și gust blând, ceva făinos, după mestecare ca de pepene sau de stridie), Tricholoma saponaceum (necomestibil), Tricholoma scalpturatum (comestibil), Tricholoma sciodes (necomestibil până toxic, apare numai în păduri de fag pe sol bazic, miros pământos, gust amar și iute, trăiește numai în păduri de foioase preferat sub fagi), Tricholoma terreum (comestibil, savuros), Tricholoma virgatum (otrăvitor) sau Tricholoma vaccinum (necomestibil, ingerat în cantități mai mari toxic, se dezvoltă în același habitat ca specia descrisă, miros făinos-pământos, gust făinos, amărui și slab iute), dar, de asemenea, cu soiuri de genul Inocybe (cu toate foarte otrăvitoare) sau cu comestibilul Entoloma bloxamii.

## Specii asemănătoare în imagini

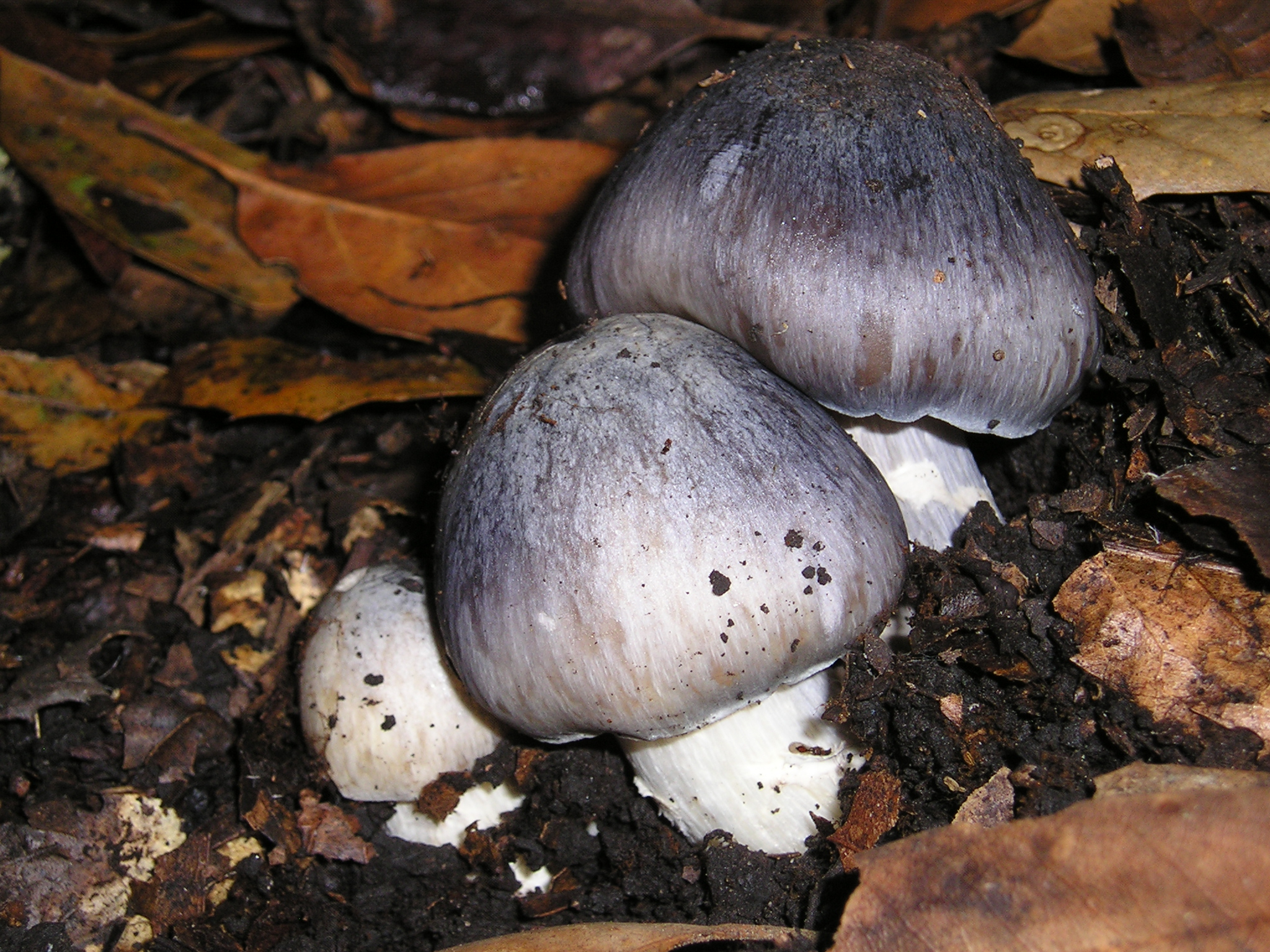
Entoloma bloxamii
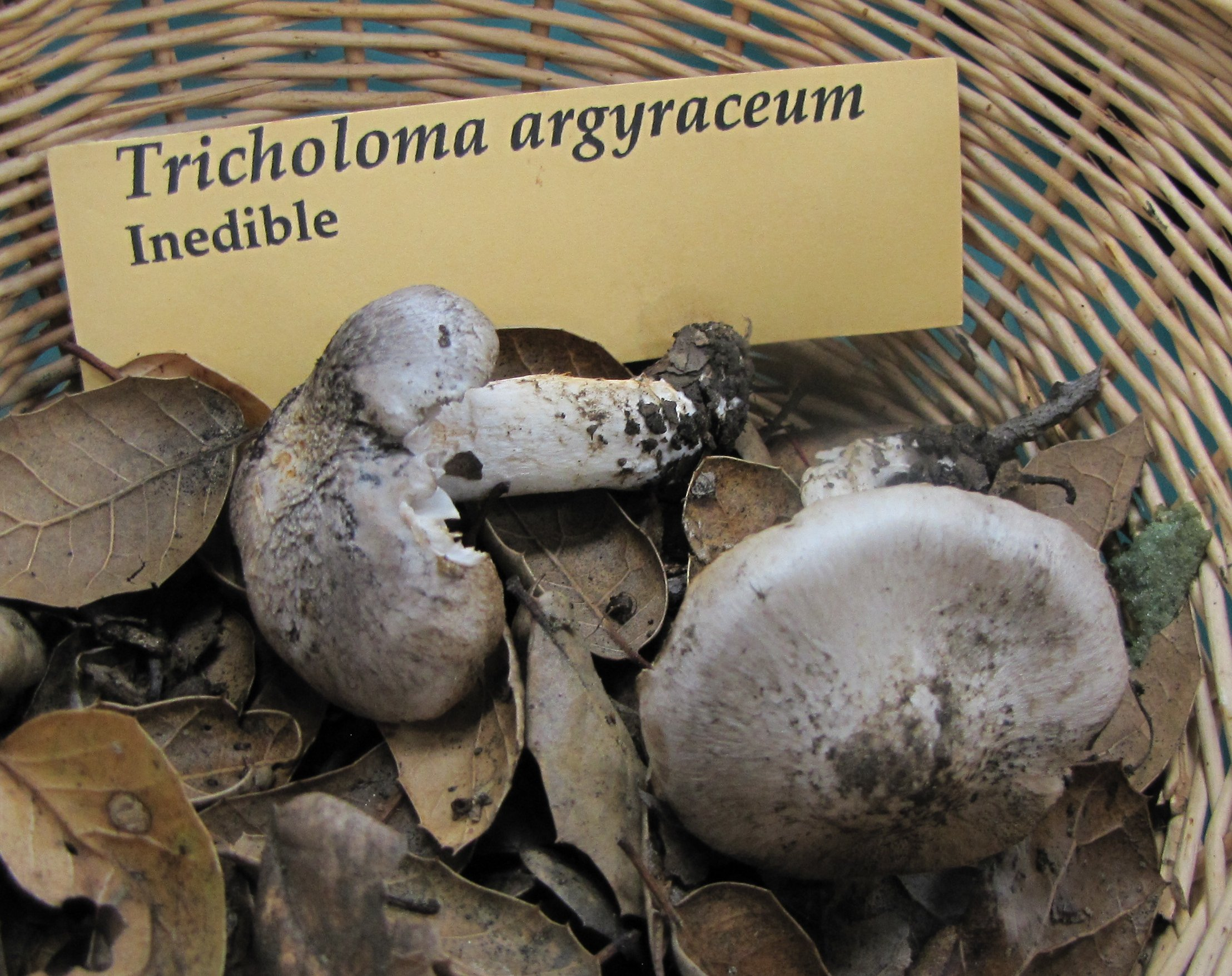
Tricholoma argyraceum
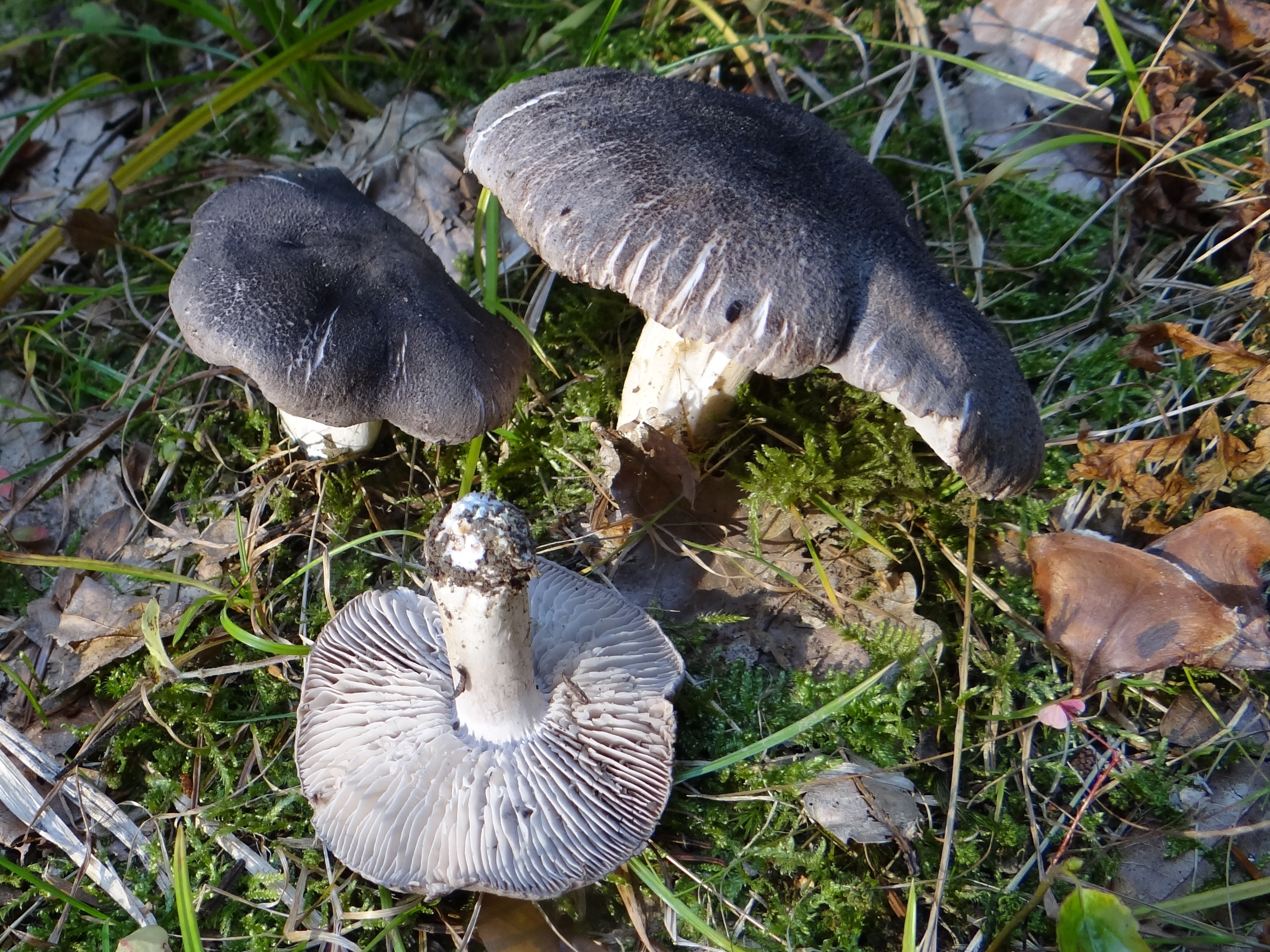
Tricholoma atrosquamosum
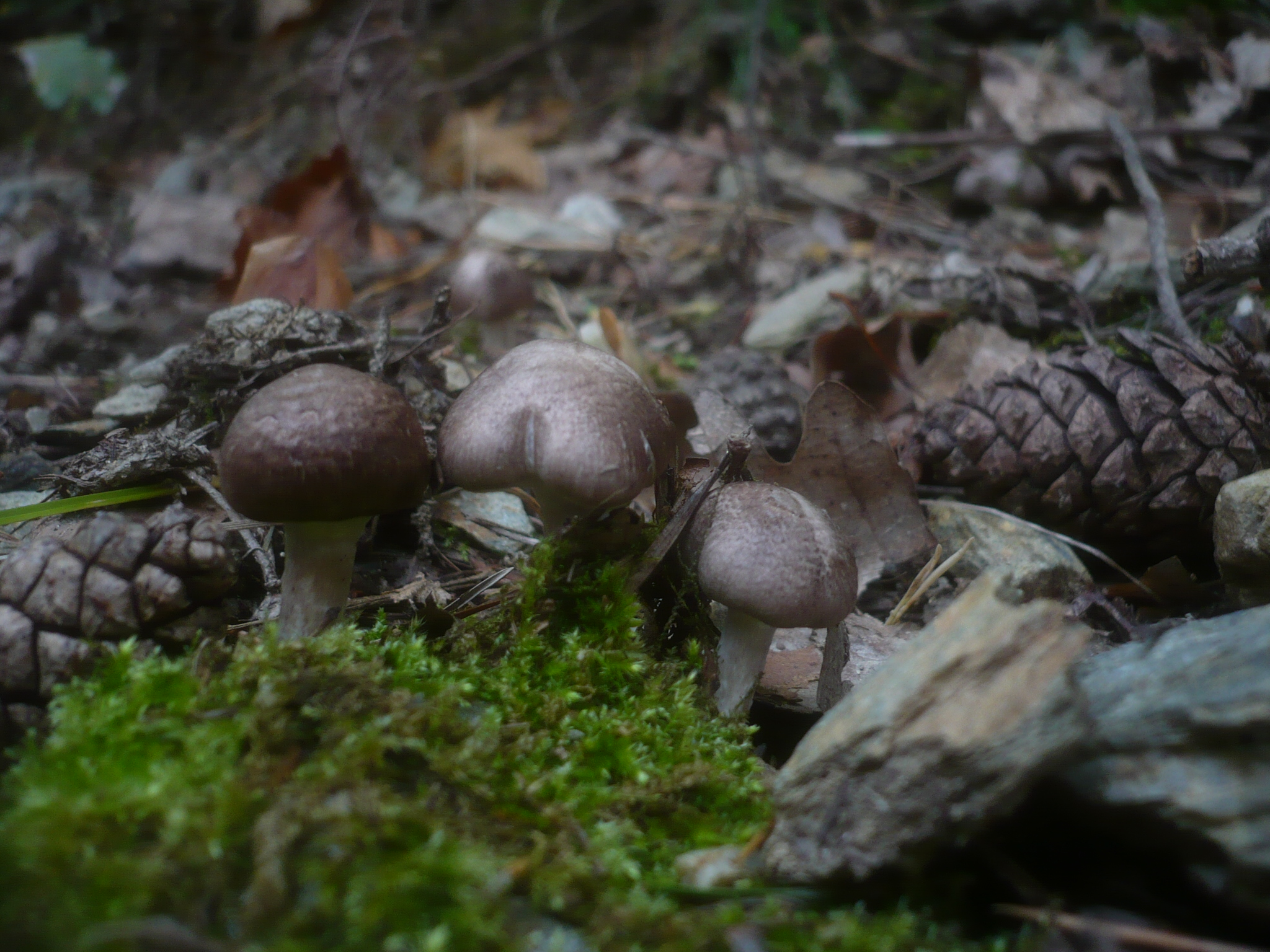
Tricholoma cingulatum
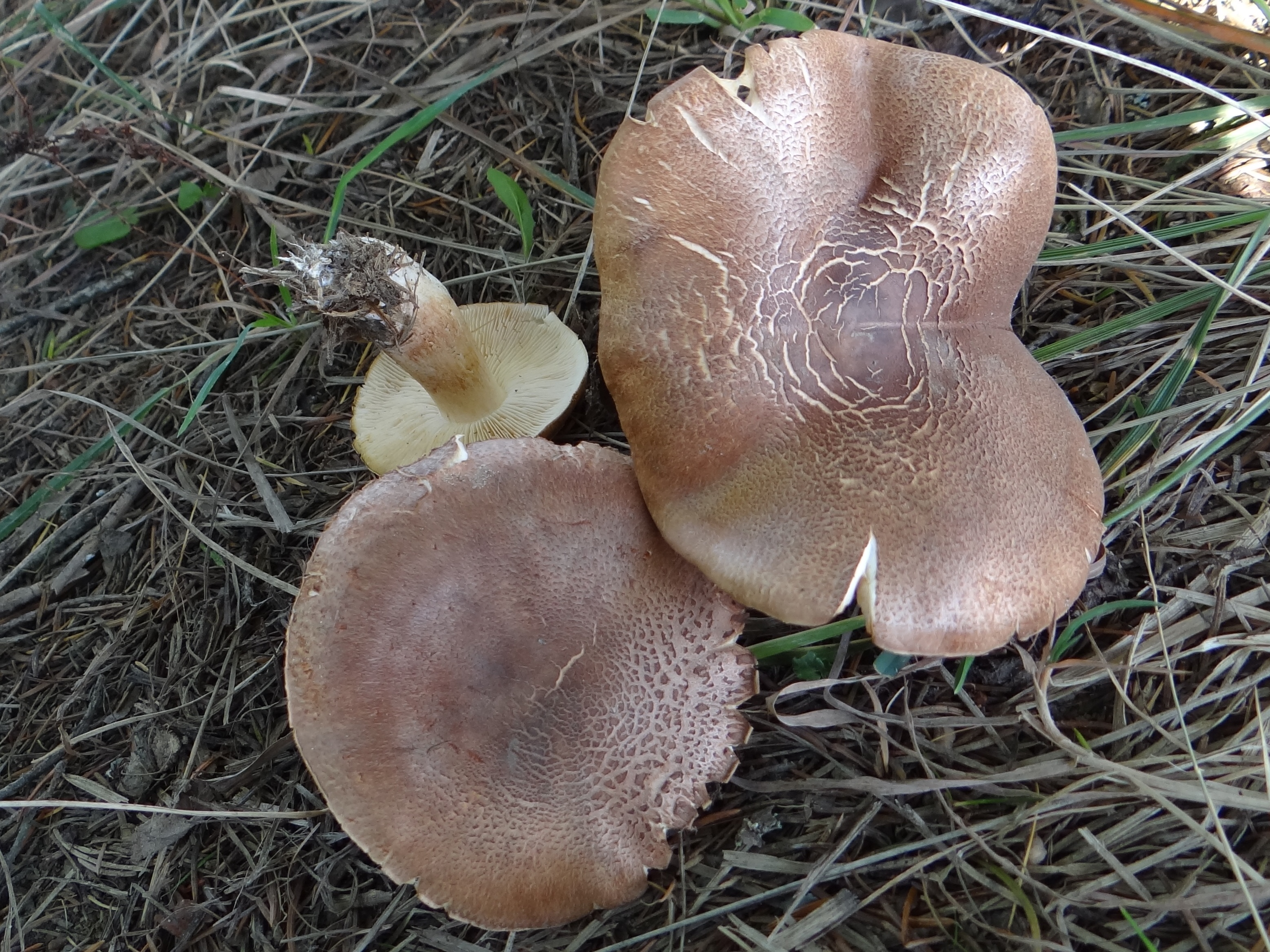
Tricholoma imbricatum
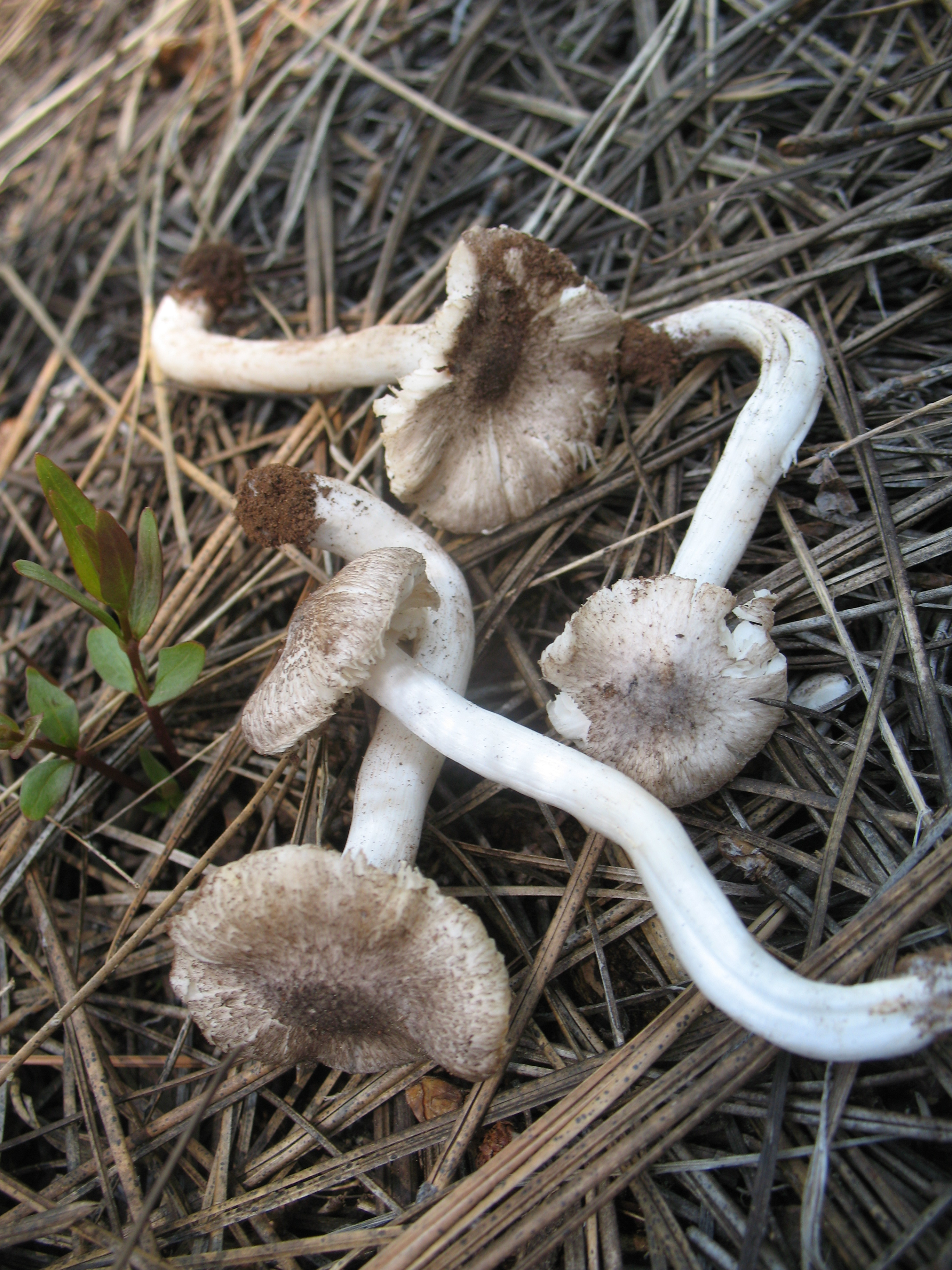
Tricholoma moseri
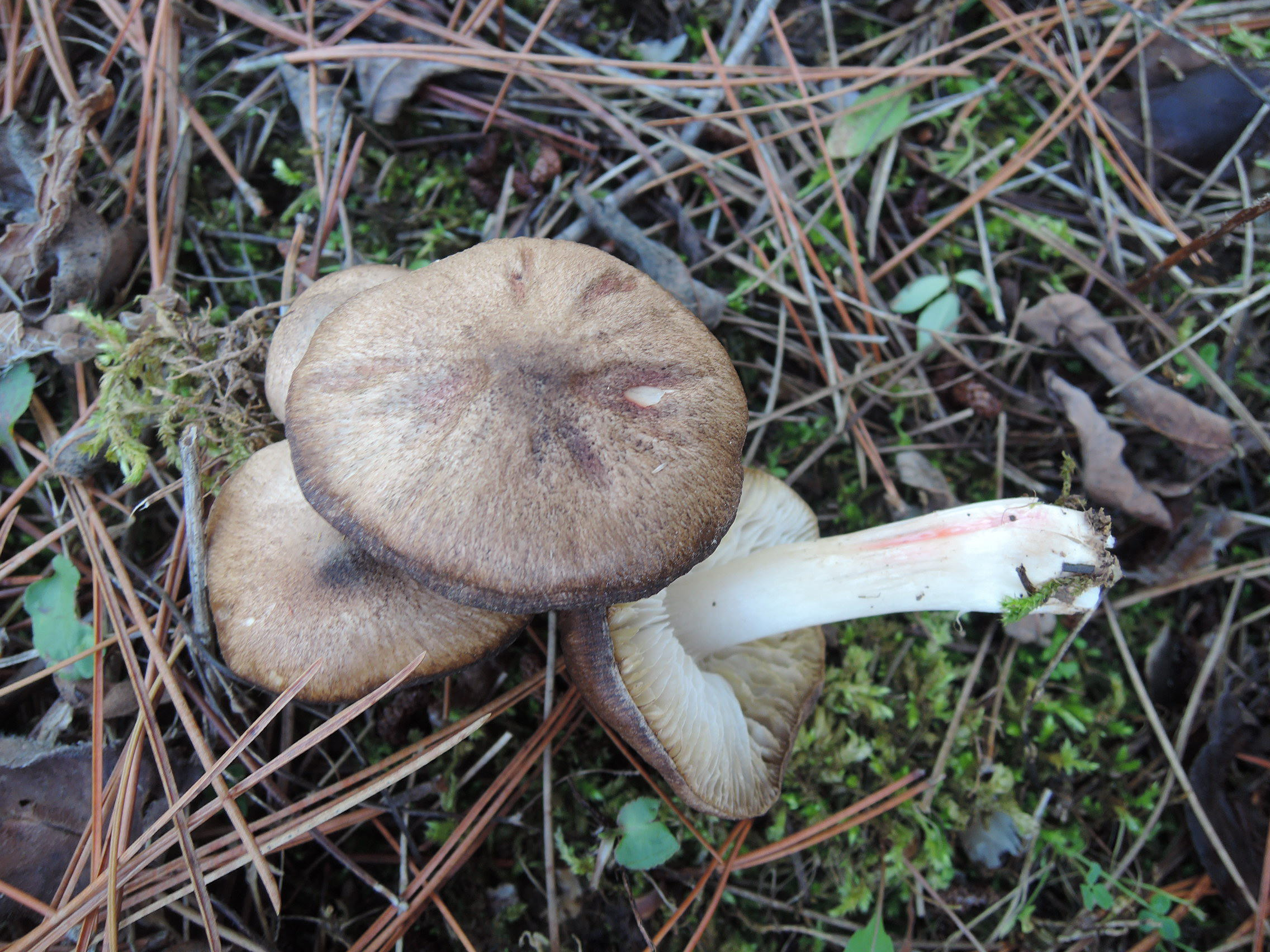
Tricholoma orirubens

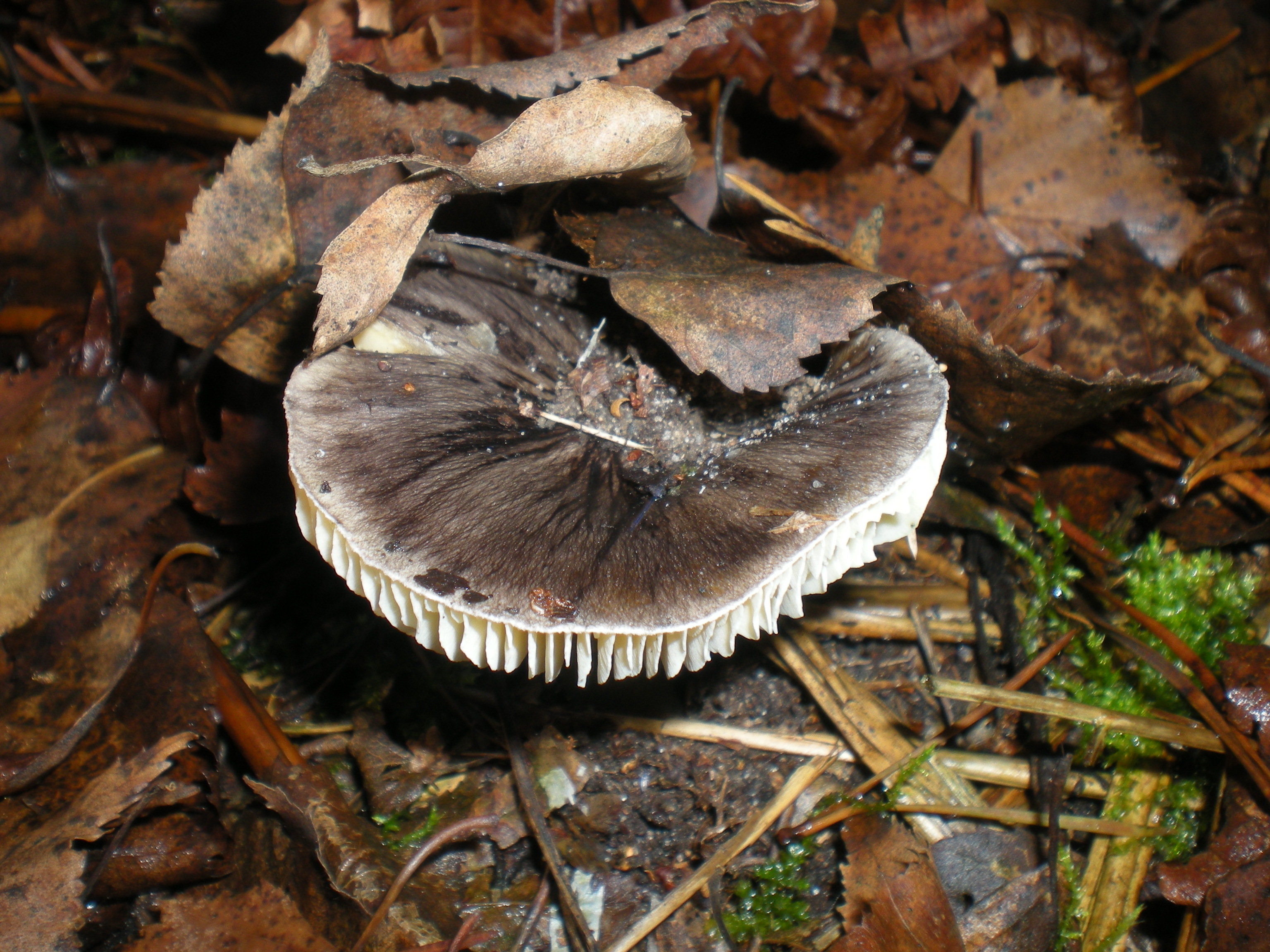
Tricholoma portentosum
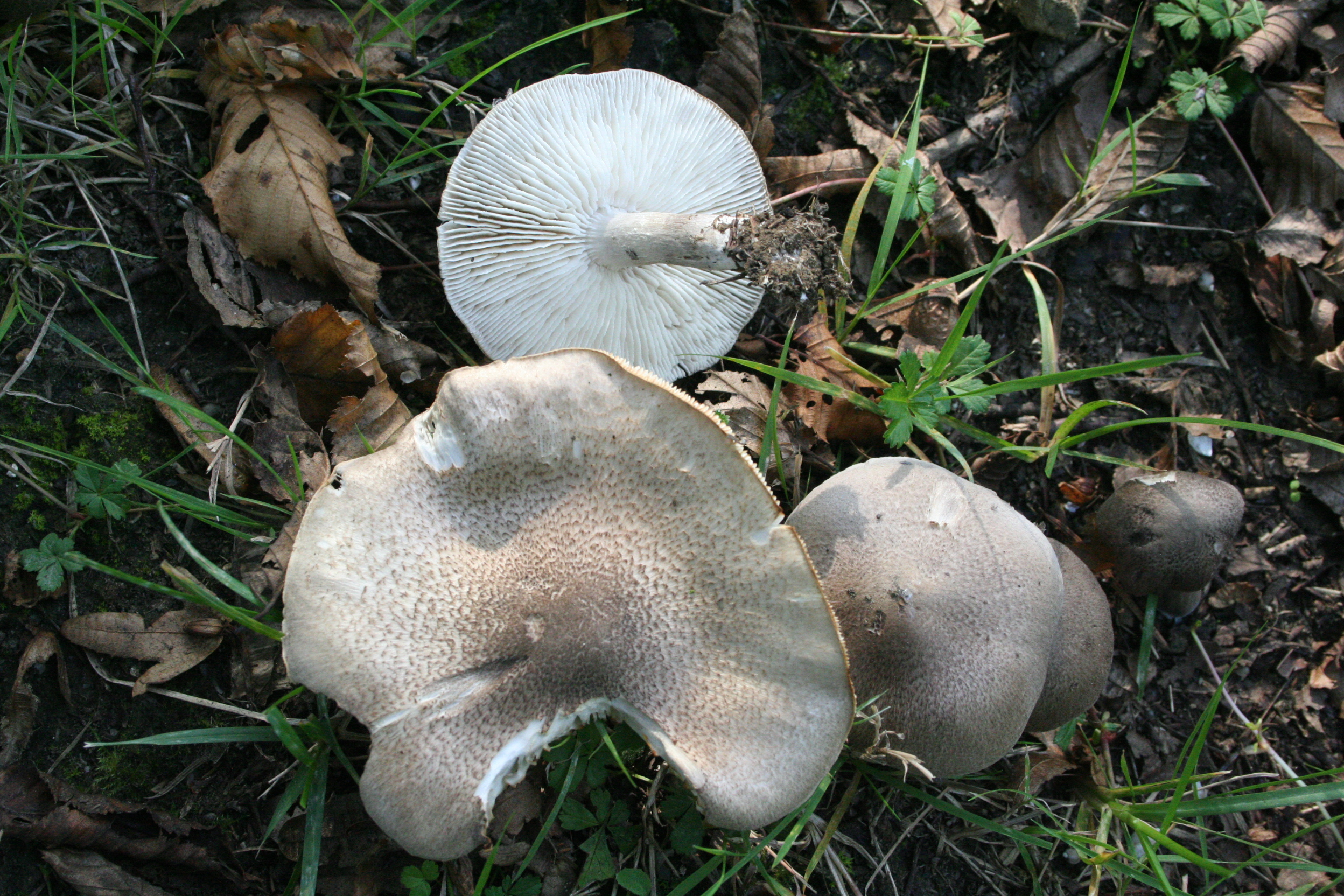
Tricholoma scalpuratum
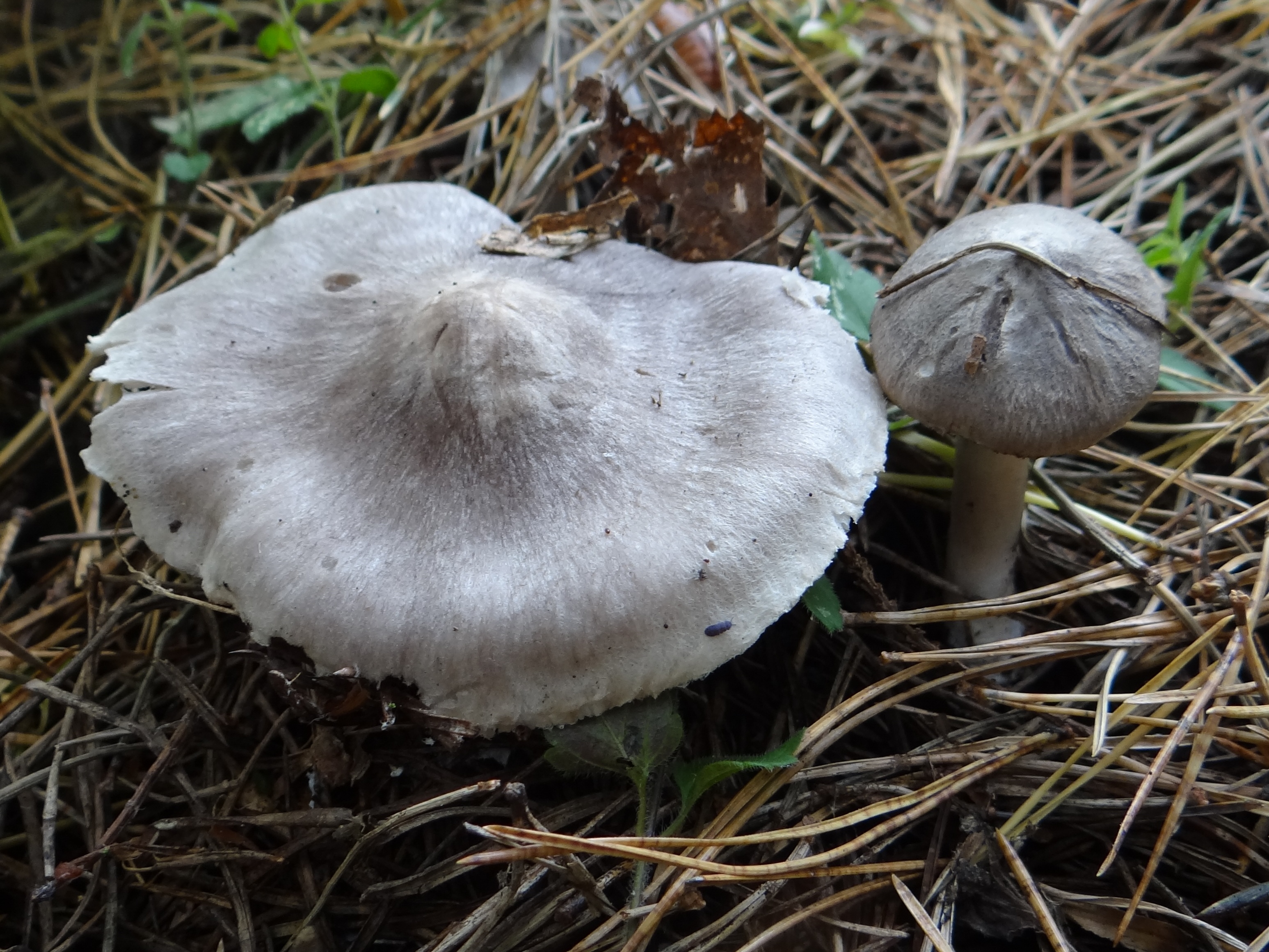
!!Tricholoma sciodes!!
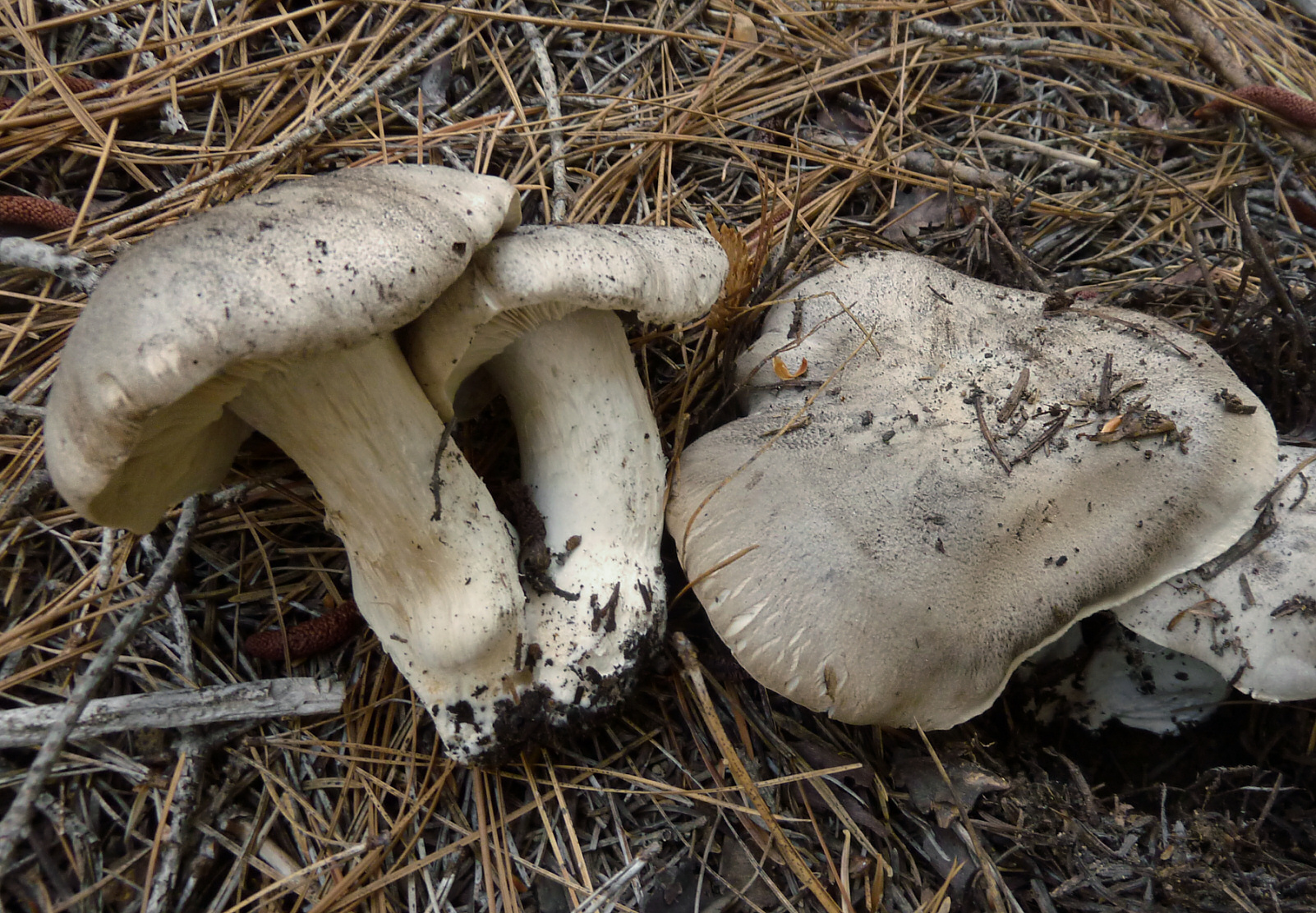
!!Tricholoma tigrinum!!
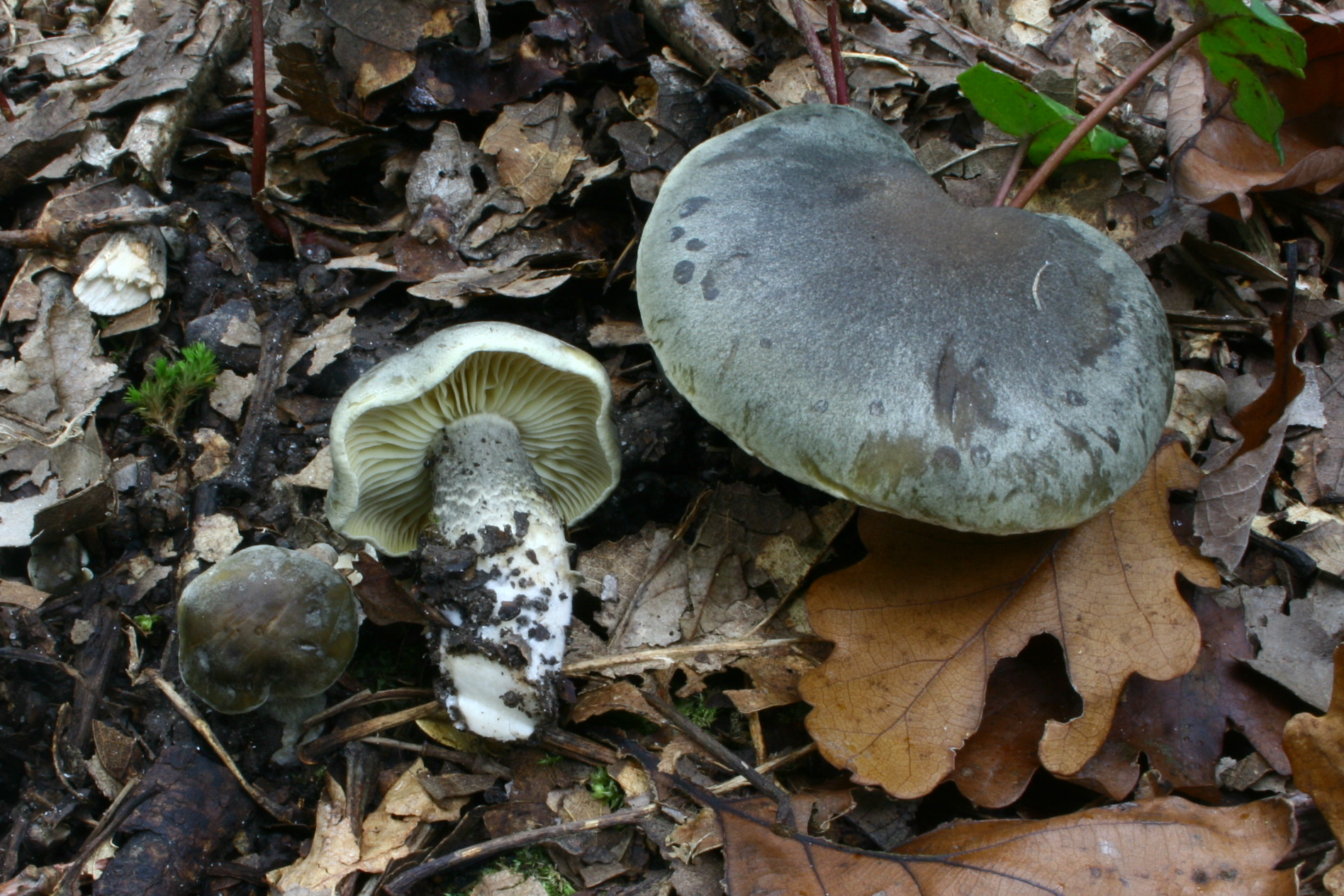
Tricholoma saponaceum
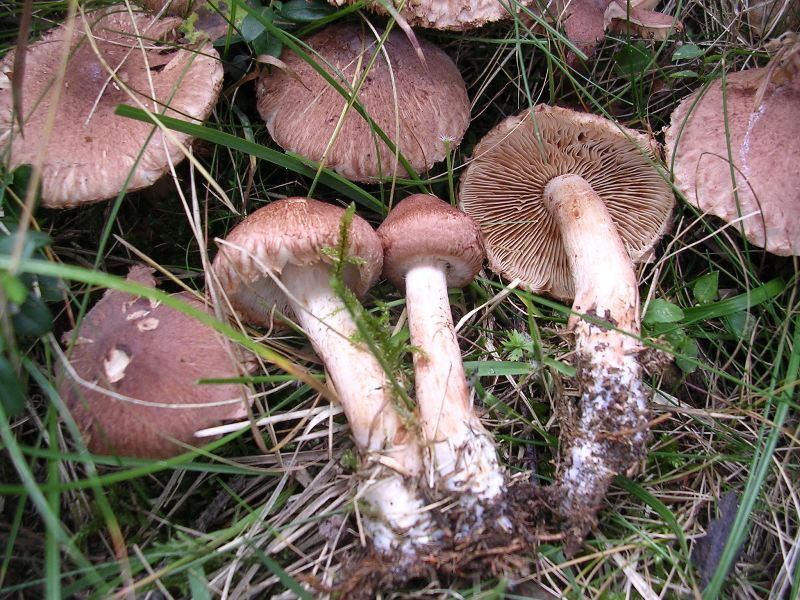
!Tricholoma vaccinum!
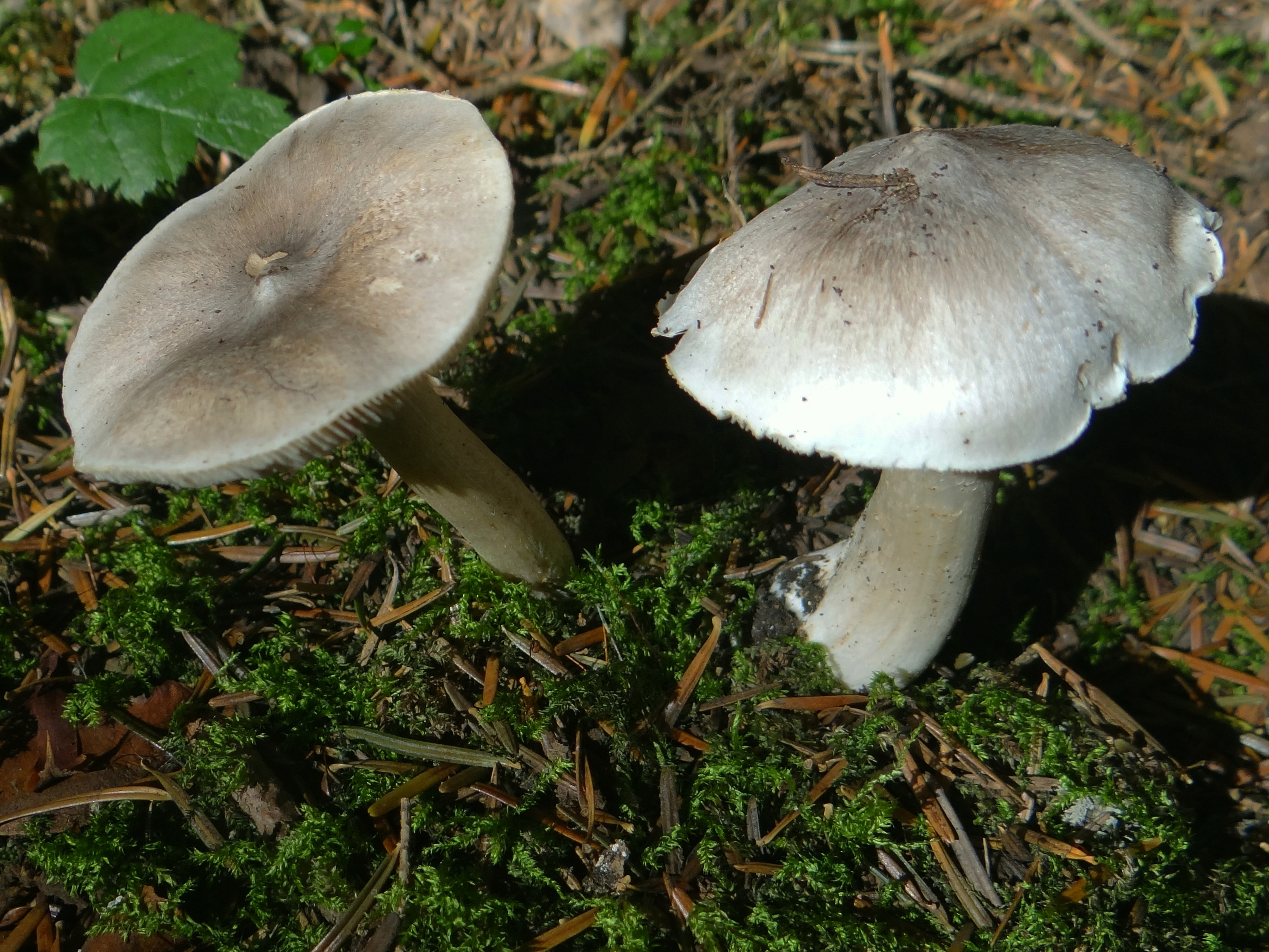
!!Tricholoma virgatum!!

## Valorificare
Tricholoma gausapatum este o specie de ciuperci destul de delicioasă care poate fi preparată în bucătărie ca Tricholoma terreum. Dar, fiind rară, ar trebui să fie cruțată și lăsată la loc.